# Новобеличи (остановочный пункт)
Новобе́личи — пассажирский железнодорожный остановочный пункт Киевского железнодорожного узла Юго-Западной железной дороги в местности Новобеличи. Расположен возле пересечения проспекта Академика Палладина и Рабочей улицы. Находится между станциями Святошино (расстояние — 3 км) и Беличи (расстояние — 2 км) (пгт Коцюбинское).
Расстояние до станции Киев-Пассажирский — 16 км.
Платформа электрифицирована в 1959 году.

## Изображения

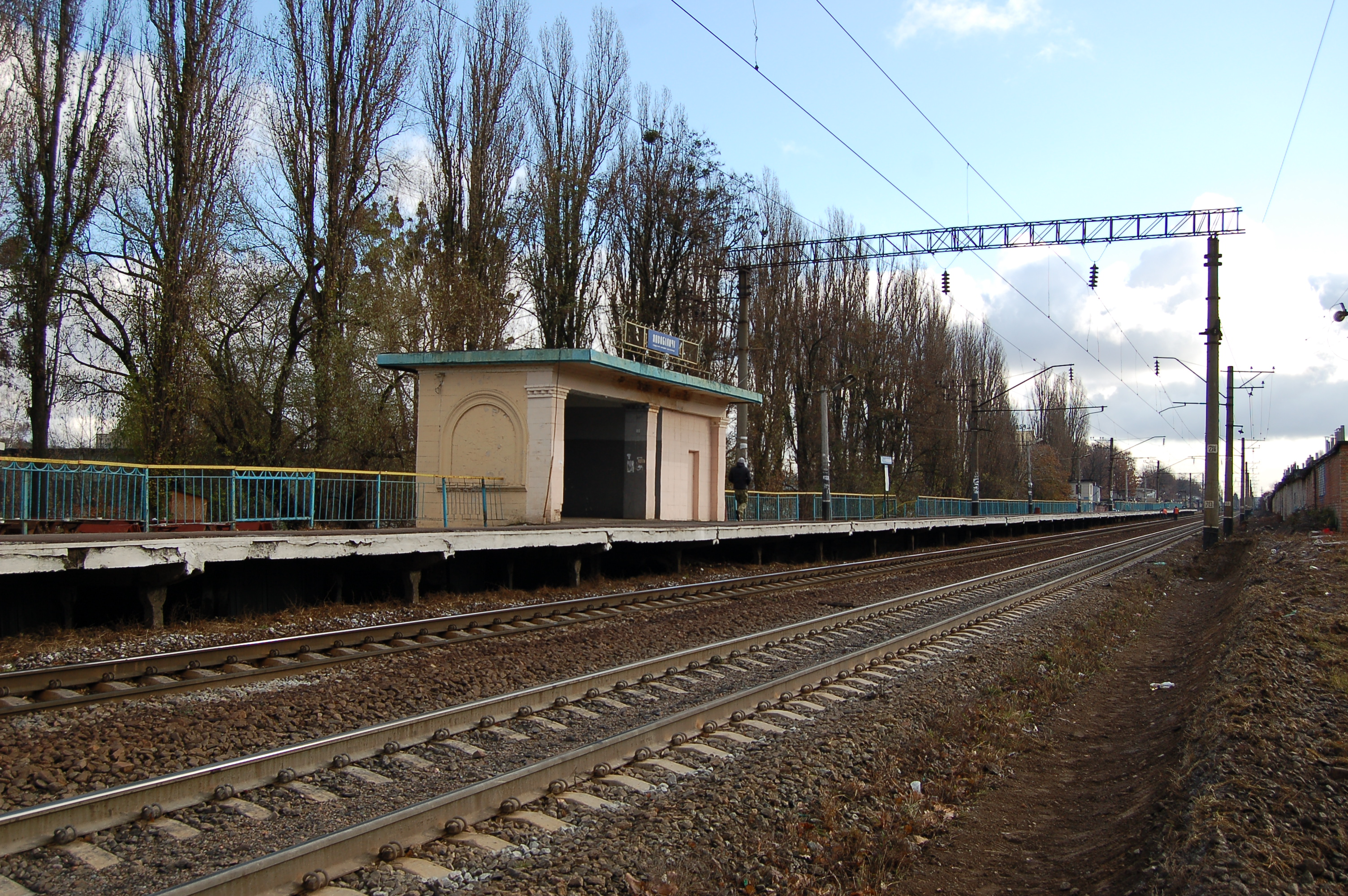
Платформа в сторону станции Беличи
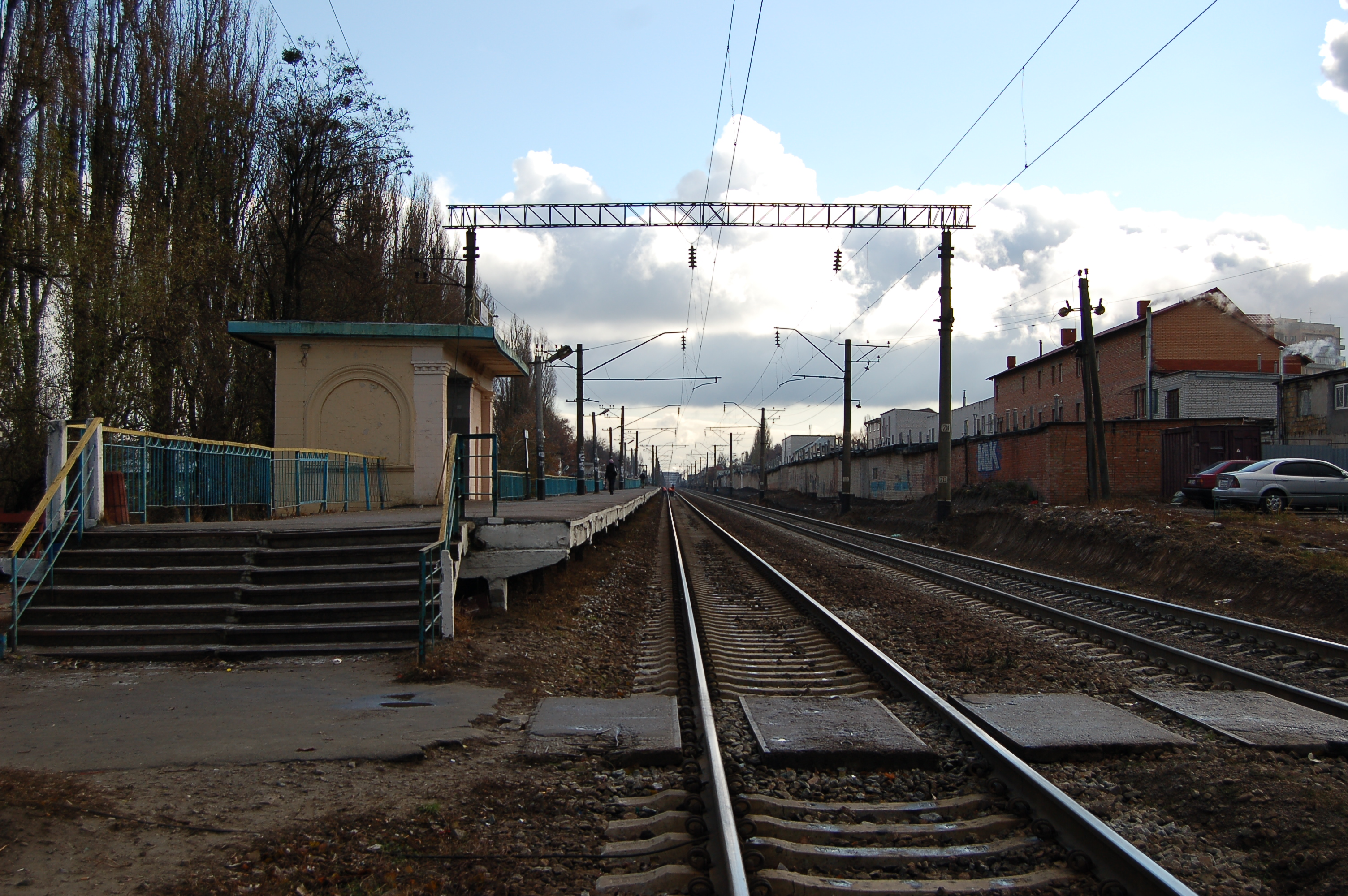
Платформа в сторону станции Беличи
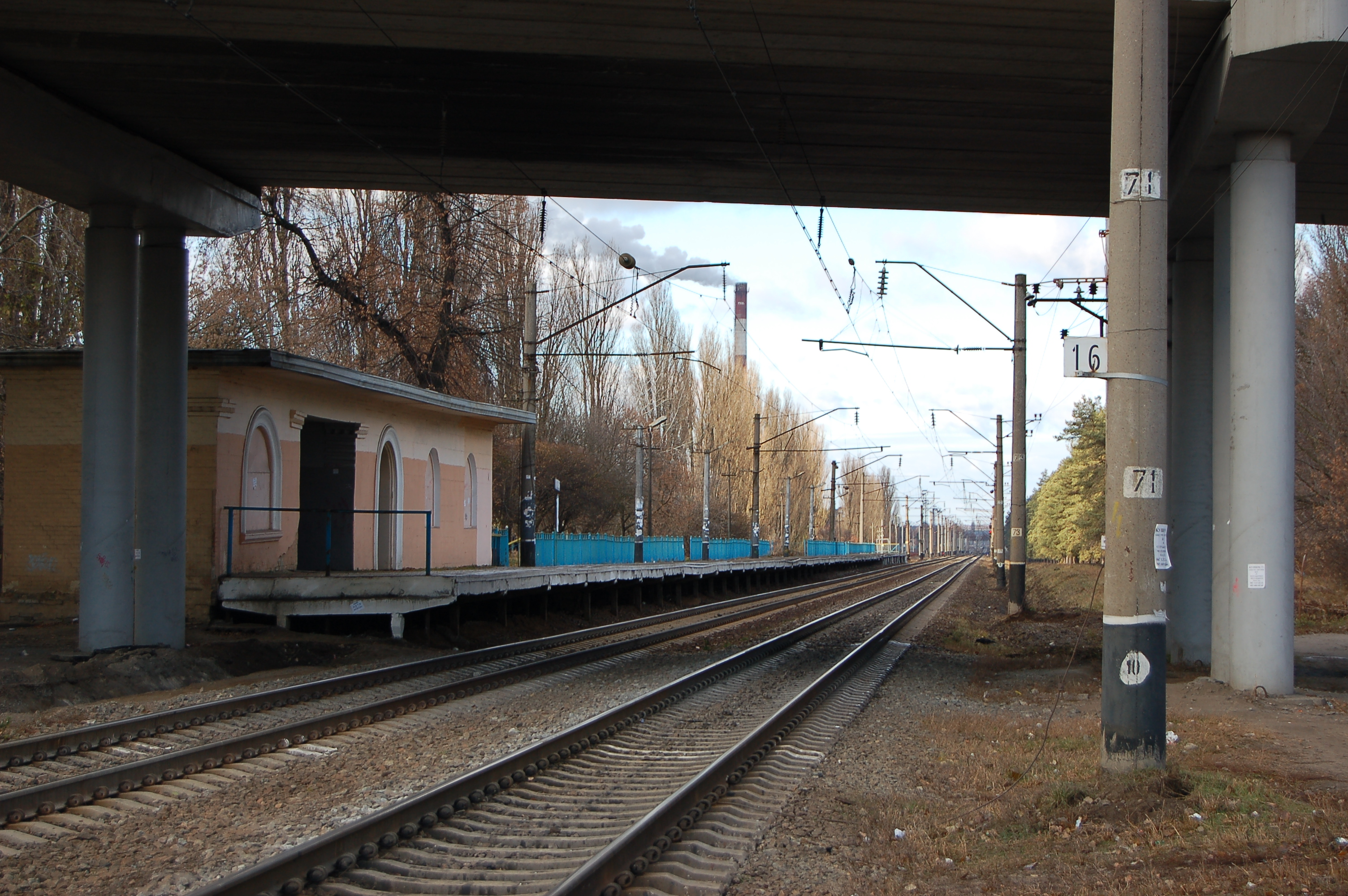
Платформа в сторону станции Святошино
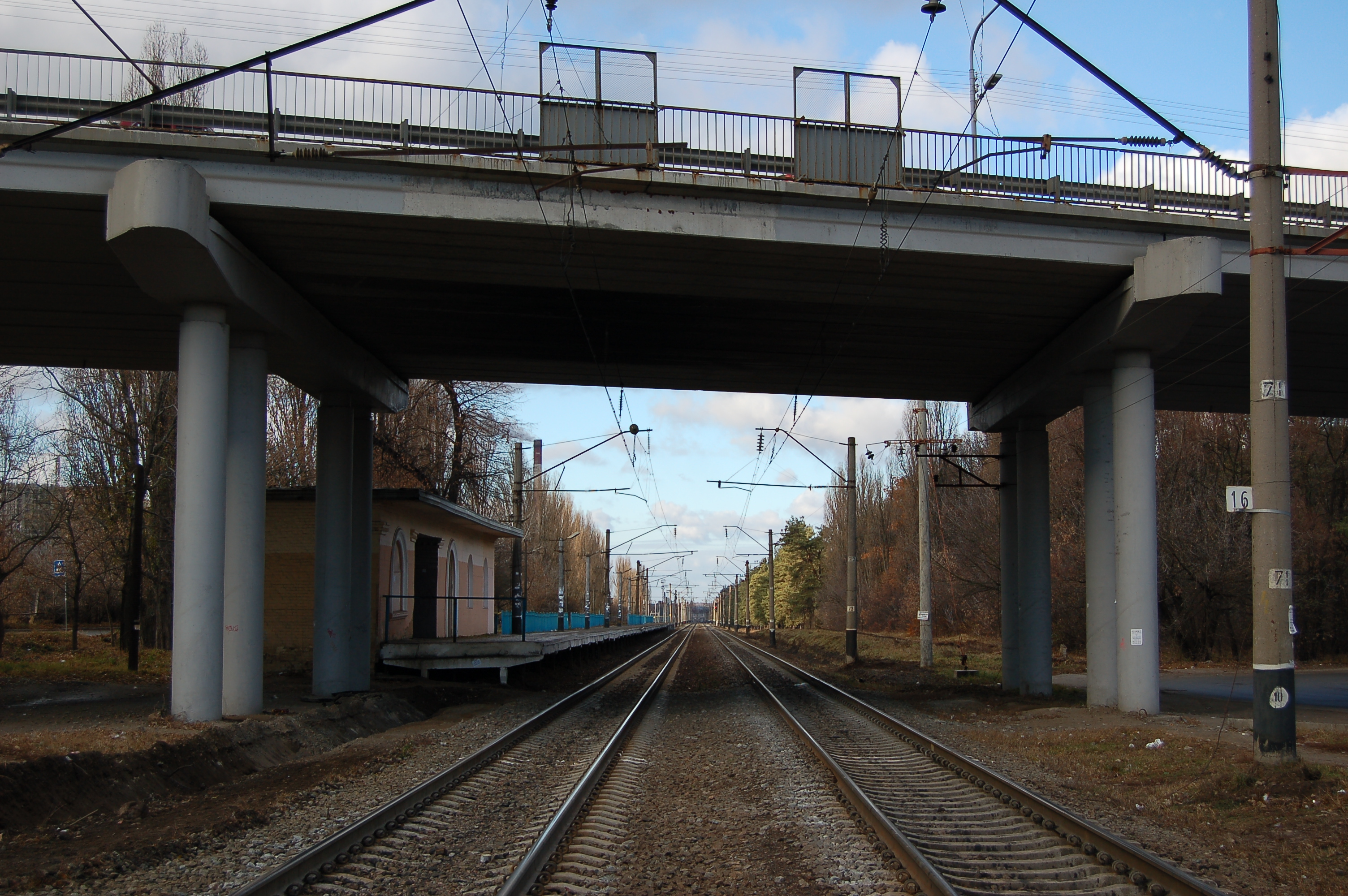
Платформа в сторону станции Святошино